# طواف السيدات 2021
طواف السيدات 2021 (بالإنجليزية: 2021 The Women's Tour) هو سباق دراجات هوائية، وهو الموسم رقم 7 من طواف السيدات، وأقيم خلال الفترة 4 أكتوبر 2021، وحتى 9 أكتوبر 2021، وهو أحد سباقات طواف العالم للدراجات للسيدات 2021.
فاز فيه بالمركز الأول ديمي فوليرينغ، وبالمركز الثاني جولييت لابوس، وبالمركز الثالث Clara Copponi ‏، والفائز حسب ترتيب السرعة نينا كيسلر، والفائز في ترتيب النقاط لورينا ويبيس، والفائز حسب ترتيب التسلق Elise Chabbey ‏.

## الفرق
| فرق سيدات عالمية (9)- ألي بي تي سي ليوبليانا 2021 ‏ - Liv AlUla Jayco ‏ - كانيون إس آر إيه إم راسينغ 2021 ‏ - فريق سنويب للسيدات 2021 ‏ - FDJ–Suez ‏ - ليف ريسينغ 2021 ‏ - موفيستار للسيدات 2021 ‏ - إس دي وركس 2021 ‏ - Lidl–Trek (women's team) ‏ فرق دراجات قارية سيدات (7)- أيول أوشيه 2021 ‏ - كامز-تيفوسي ‏ - كووب-هايتك برودكتس 2021 ‏ - دروبز-لي كول 2021 ‏ - باركهوتل فالكنبورغ 2021 ‏ - EF Education–Tibco–SVB ‏ - فالكار سيلانس 2021 ‏ |  |
| |  |

## المراحل
| قائمة المراحل | قائمة المراحل | قائمة المراحل                 | قائمة المراحل  | قائمة المراحل | قائمة المراحل    | قائمة المراحل    |
| المرحلة       | التاريخ       | الدورة                        |                | المسافة (كم)  | الفائز بالمرحلة  | القائد العام     |
| ------------- | ------------- | ----------------------------- | -------------- | ------------- | ---------------- | ---------------- |
| مرحلة 1       | 4 أكتوبر      | Bicester ‏ – بانبوري           | مرحلة جبلية    | 147٫7         | مارتا باستيانيلي | مارتا باستيانيلي |
| مرحلة 2       | 5 أكتوبر      | والسول – والسول               | مرحلة جبلية    | 102٫2         | ايمي بيترز       | Clara Copponi ‏   |
| مرحلة 3       | 6 أكتوبر      | Atherstone ‏ – Atherstone ‏     | فردي ضد الساعة | 16٫6          | ديمي فوليرينغ    | ديمي فوليرينغ    |
| مرحلة 4       | 7 أكتوبر      | Shoeburyness ‏ – ساوثند أون سي | مرحلة جبلية    | 117٫8         | لورينا ويبيس     | ديمي فوليرينغ    |
| مرحلة 5       | 8 أكتوبر      | كولشيستر – Clacton-on-Sea ‏    | مرحلة مستوية   | 95٫4          | لورينا ويبيس     | ديمي فوليرينغ    |
| مرحلة 6       | 9 أكتوبر      | Haverhill ‏ – فيليكسستو        | مرحلة جبلية    | 155٫3         | إليسا بالسامو    | ديمي فوليرينغ    |

## النتيجة
| المرحلة   |                       | الفائز _         | التصنيف العام    | حسب النقاط       | تسلق الجبل     | سباقات السرعة | الفريق _         |
| --------- | --------------------- | ---------------- | ---------------- | ---------------- | -------------- | ------------- | ---------------- |
| المرحلة 1 | مرحلة التلال          | مارتا باستيانيلي | مارتا باستيانيلي | مارتا باستيانيلي | ديمي فوليرينغ  | نينا كيسلر    | إس دي وركس 2021 ‏ |
| المرحلة 2 | مرحلة التلال          | ايمي بيترز       | Clara Copponi ‏   | Clara Copponi ‏   | Elise Chabbey ‏ | نينا كيسلر    | إس دي وركس 2021 ‏ |
| المرحلة 3 | مرحلة سباق الزمن فردي | ديمي فوليرينغ    | ديمي فوليرينغ    | Clara Copponi ‏   | Elise Chabbey ‏ | نينا كيسلر    | إس دي وركس 2021 ‏ |
| المرحلة 4 | مرحلة التلال          | لورينا ويبيس     | ديمي فوليرينغ    | شيلا جوتيريز     | Elise Chabbey ‏ | نينا كيسلر    | إس دي وركس 2021 ‏ |
| المرحلة 5 | مرحلة مستوية          | لورينا ويبيس     | ديمي فوليرينغ    | لورينا ويبيس     | Elise Chabbey ‏ | نينا كيسلر    | إس دي وركس 2021 ‏ |
| المرحلة 6 | مرحلة التلال          | إليسا بالسامو    | ديمي فوليرينغ    | لورينا ويبيس     | Elise Chabbey ‏ | نينا كيسلر    | إس دي وركس 2021 ‏ |
| النهائي   | النهائي               |                  | ديمي فوليرينغ    | لورينا ويبيس     | Elise Chabbey ‏ | نينا كيسلر    | إس دي وركس 2021 ‏ |

## المشاركون
| Lidl–Trek (women's team) ‏ TFS | Lidl–Trek (women's team) ‏ TFS | Lidl–Trek (women's team) ‏ TFS |
| ----------------------------- | ----------------------------- | ----------------------------- |
| م                             | عداء                          | مرتبة                         |
| 1                             | Lizzie Deignan                | 48                            |
| 2                             | Audrey Cordon-Ragot           | 58                            |
| 3                             | كلو هوسكينغ                   | 27                            |
| 4                             | إليسا ونغو بورغيني (طريق)     | لم يكمل السباق-1              |
| 6                             | تريكسي ووراك                  | 64                            |

| كانيون–إس آر إيه إم ‏ CSR | كانيون–إس آر إيه إم ‏ CSR | كانيون–إس آر إيه إم ‏ CSR |
| ------------------------ | ------------------------ | ------------------------ |
| م                        | عداء                     | مرتبة                    |
| 12                       | Alice Barnes             | 7                        |
| 13                       | هانا بارنز               | 44                       |
| 14                       | Elise Chabbey ‏           | 9                        |
| 15                       | إيلا هاريس               | 39                       |

| إس دي وركس ‏ SDW | إس دي وركس ‏ SDW             | إس دي وركس ‏ SDW |
| --------------- | --------------------------- | --------------- |
| م               | عداء                        | مرتبة           |
| 21              | ايمي بيترز (طريق)           | 4               |
| 22              | Chantal van den Broek-Blaak | 11              |
| 23              | إيلينا سيتشيني              | 23              |
| 24              | كريستين ماجروس (طريق)       | 14              |
| 25              | Anna Shackley ‏              | 13              |
| 26              | ديمي فوليرينغ               | 1               |

| يو أي أيه تيم ‏ ALE | يو أي أيه تيم ‏ ALE  | يو أي أيه تيم ‏ ALE |
| ------------------ | ------------------- | ------------------ |
| م                  | عداء                | مرتبة              |
| 31                 | مارتا باستيانيلي    | 18                 |
| 32                 | يوجينة بوجاك (طريق) | 25                 |
| 33                 | Maaike Boogaard ‏    | 19                 |
| 36                 | صوفي رايت           | 45                 |

| تيم كوب هايتك بوردكتس ‏ HPU | تيم كوب هايتك بوردكتس ‏ HPU | تيم كوب هايتك بوردكتس ‏ HPU |
| -------------------------- | -------------------------- | -------------------------- |
| م                          | عداء                       | مرتبة                      |
| 41                         | Josie Nelson ‏              | 33                         |
| 42                         | Caroline Andersson ‏        | لم يكمل السباق-2           |
| 43                         | Pernille Feldmann ‏         | 68                         |
| 44                         | Ingvild Gåskjenn ‏          | لم يكمل السباق-2           |
| 45                         | Emma Boogaard ‏             | لم يكمل السباق-1           |
| 46                         | NOR                        | 60                         |

| أيول أوشيه ‏ AWO | أيول أوشيه ‏ AWO | أيول أوشيه ‏ AWO  |
| --------------- | --------------- | ---------------- |
| م               | عداء            | مرتبة            |
| 51              | Hannah Bayes‏    | لم يكمل السباق-2 |
| 52              | Olivia Bent‏     | لم يكمل السباق-2 |
| 53              | Connie Hayes‏    | 57               |
| 54              | GBR             | 52               |
| 55              | GBR             | 73               |
| 56              | GBR             | لم يكمل السباق-6 |

| FDJ–Suez ‏ FDJ | FDJ–Suez ‏ FDJ       | FDJ–Suez ‏ FDJ    |
| ------------- | ------------------- | ---------------- |
| م             | عداء                | مرتبة            |
| 61            | أوجيني دوفال        | لم يكمل السباق-6 |
| 62            | Clara Copponi ‏      | 3                |
| 63            | Maëlle Grossetête ‏  | 67               |
| 64            | Victorie Guilman ‏   | 41               |
| 65            | Évita Muzic ‏ (طريق) | لم يكمل السباق-6 |
| 66            | جادي فيل            | 36               |

| باركهوتل فالكنبورغ ‏ PHV | باركهوتل فالكنبورغ ‏ PHV | باركهوتل فالكنبورغ ‏ PHV |
| ----------------------- | ----------------------- | ----------------------- |
| م                       | عداء                    | مرتبة                   |
| 71                      | Mischa Bredewold ‏       | 24                      |
| 72                      | Femke Gerritse ‏         | 51                      |
| 73                      | Pien Limpens ‏           | 32                      |
| 74                      | فيمكا ماركوس            | لم يكمل السباق-4        |
| 75                      | Amber van der Hulst ‏    | 38                      |
| 76                      | كيرستي فان هافتن        | 69                      |

| كامز-تيفوسي ‏ CAT | كامز-تيفوسي ‏ CAT  | كامز-تيفوسي ‏ CAT |
| ---------------- | ----------------- | ---------------- |
| م                | عداء              | مرتبة            |
| 81               | Hayley Simmonds ‏  | 21               |
| 82               | USA               | 66               |
| 83               | Jessica Finney ‏   | 71               |
| 84               | Natalie Grinczer ‏ | 31               |
| 85               | Katie Scott‏       | 70               |
| 86               | Becky Storrie ‏    | 54               |

| ليف ريسينغ ‏ LIV | ليف ريسينغ ‏ LIV  | ليف ريسينغ ‏ LIV  |
| --------------- | ---------------- | ---------------- |
| م               | عداء             | مرتبة            |
| 92              | صوفيا بيرتيزولو  | 28               |
| 93              | أليسون جاكسون    | لم يكمل السباق-2 |
| 94              | Jeanne Korevaar ‏ | لم يكمل السباق-2 |
| 95              | Evy Kuijpers ‏    | لم يكمل السباق-2 |
| 96              | ثريا بالادين     | 30               |

| EF Education–Tibco–SVB ‏ TIB | EF Education–Tibco–SVB ‏ TIB | EF Education–Tibco–SVB ‏ TIB |
| --------------------------- | --------------------------- | --------------------------- |
| م                           | عداء                        | مرتبة                       |
| 101                         | لورين ستيفنز (طريق)         | 20                          |
| 102                         | Tanja Erath ‏                | لم يكمل السباق-1            |
| 103                         | Veronica Ewers ‏             | 34                          |
| 104                         | Nicole Frain ‏               | 46                          |
| 105                         | نينا كيسلر                  | 35                          |
| 106                         | Abi Smith ‏                  | 16                          |

| دروبز ‏ DRP | دروبز ‏ DRP               | دروبز ‏ DRP |
| ---------- | ------------------------ | ---------- |
| م          | عداء                     | مرتبة      |
| 111        | Joss Lowden ‏             | 10         |
| 112        | آنا كريستيان ‏            | 50         |
| 113        | Dani Christmas ‏          | 61         |
| 114        | April Tacey ‏             | 47         |
| 115        | Alice Towers ‏            | 65         |
| 116        | Marjolein van 't Geloof ‏ | 55         |

| موفيستار للسيدات ‏ MOV | موفيستار للسيدات ‏ MOV         | موفيستار للسيدات ‏ MOV |
| --------------------- | ----------------------------- | --------------------- |
| م                     | عداء                          | مرتبة                 |
| 121                   | شيلا جوتيريز                  | 12                    |
| 122                   | أود بيانيك                    | 5                     |
| 123                   | أليسيا غونزاليس بلانكو        | 59                    |
| 124                   | Jelena Erić (cyclist) ‏ (طريق) | 37                    |
| 125                   | Lourdes Oyarbide ‏             | 22                    |
| 126                   | غلوريا رودريغيز               | 63                    |

| فالكار سيلانس ‏ VAL | فالكار سيلانس ‏ VAL   | فالكار سيلانس ‏ VAL |
| ------------------ | -------------------- | ------------------ |
| م                  | عداء                 | مرتبة              |
| 131                | إليسا بالسامو (طريق) | 17                 |
| 132                | كيارا كونسوني        | 26                 |
| 133                | Ilaria Sanguineti ‏   | 42                 |
| 134                | إيلينا بيروني        | 56                 |
| 136                | Margaux Vigié ‏       | 53                 |

| Liv AlUla Jayco ‏ BEX | Liv AlUla Jayco ‏ BEX | Liv AlUla Jayco ‏ BEX |
| -------------------- | -------------------- | -------------------- |
| م                    | عداء                 | مرتبة                |
| 141                  | سارة روي (طريق)      | 15                   |
| 142                  | Teniel Campbell ‏     | 62                   |
| 143                  | جيسيكا ألين          | 72                   |
| 144                  | يانيكي إنسينغ        | 43                   |
| 145                  | أني سانستيبان        | 29                   |
| 146                  | لوسي كينيدي          | لم يكمل السباق-2     |

| فريق سنويب للسيدات ‏ DSM | فريق سنويب للسيدات ‏ DSM | فريق سنويب للسيدات ‏ DSM |
| ----------------------- | ----------------------- | ----------------------- |
| م                       | عداء                    | مرتبة                   |
| 151                     | لورينا ويبيس            | 49                      |
| 152                     | فايفر جورجي             | 8                       |
| 153                     | Megan Jastrab ‏          | لم يكمل السباق-4        |
| 154                     | ليا كيرشمان             | 6                       |
| 155                     | جولييت لابوس            | 2                       |
| 156                     | ليان ليبرت              | 40                      |

| Lidl–Trek (women's team) ‏ TFS | Lidl–Trek (women's team) ‏ TFS | Lidl–Trek (women's team) ‏ TFS |
| ----------------------------- | ----------------------------- | ----------------------------- |
| م                             | عداء                          | مرتبة                         |
| 1                             | Lizzie Deignan                | 48                            |
| 2                             | Audrey Cordon-Ragot           | 58                            |
| 3                             | كلو هوسكينغ                   | 27                            |
| 4                             | إليسا ونغو بورغيني (طريق)     | لم يكمل السباق-1              |
| 6                             | تريكسي ووراك                  | 64                            |

| كانيون–إس آر إيه إم ‏ CSR | كانيون–إس آر إيه إم ‏ CSR | كانيون–إس آر إيه إم ‏ CSR |
| ------------------------ | ------------------------ | ------------------------ |
| م                        | عداء                     | مرتبة                    |
| 12                       | Alice Barnes             | 7                        |
| 13                       | هانا بارنز               | 44                       |
| 14                       | Elise Chabbey ‏           | 9                        |
| 15                       | إيلا هاريس               | 39                       |

| إس دي وركس ‏ SDW | إس دي وركس ‏ SDW             | إس دي وركس ‏ SDW |
| --------------- | --------------------------- | --------------- |
| م               | عداء                        | مرتبة           |
| 21              | ايمي بيترز (طريق)           | 4               |
| 22              | Chantal van den Broek-Blaak | 11              |
| 23              | إيلينا سيتشيني              | 23              |
| 24              | كريستين ماجروس (طريق)       | 14              |
| 25              | Anna Shackley ‏              | 13              |
| 26              | ديمي فوليرينغ               | 1               |

| يو أي أيه تيم ‏ ALE | يو أي أيه تيم ‏ ALE  | يو أي أيه تيم ‏ ALE |
| ------------------ | ------------------- | ------------------ |
| م                  | عداء                | مرتبة              |
| 31                 | مارتا باستيانيلي    | 18                 |
| 32                 | يوجينة بوجاك (طريق) | 25                 |
| 33                 | Maaike Boogaard ‏    | 19                 |
| 36                 | صوفي رايت           | 45                 |

| تيم كوب هايتك بوردكتس ‏ HPU | تيم كوب هايتك بوردكتس ‏ HPU | تيم كوب هايتك بوردكتس ‏ HPU |
| -------------------------- | -------------------------- | -------------------------- |
| م                          | عداء                       | مرتبة                      |
| 41                         | Josie Nelson ‏              | 33                         |
| 42                         | Caroline Andersson ‏        | لم يكمل السباق-2           |
| 43                         | Pernille Feldmann ‏         | 68                         |
| 44                         | Ingvild Gåskjenn ‏          | لم يكمل السباق-2           |
| 45                         | Emma Boogaard ‏             | لم يكمل السباق-1           |
| 46                         | NOR                        | 60                         |

| أيول أوشيه ‏ AWO | أيول أوشيه ‏ AWO | أيول أوشيه ‏ AWO  |
| --------------- | --------------- | ---------------- |
| م               | عداء            | مرتبة            |
| 51              | Hannah Bayes‏    | لم يكمل السباق-2 |
| 52              | Olivia Bent‏     | لم يكمل السباق-2 |
| 53              | Connie Hayes‏    | 57               |
| 54              | GBR             | 52               |
| 55              | GBR             | 73               |
| 56              | GBR             | لم يكمل السباق-6 |

| FDJ–Suez ‏ FDJ | FDJ–Suez ‏ FDJ       | FDJ–Suez ‏ FDJ    |
| ------------- | ------------------- | ---------------- |
| م             | عداء                | مرتبة            |
| 61            | أوجيني دوفال        | لم يكمل السباق-6 |
| 62            | Clara Copponi ‏      | 3                |
| 63            | Maëlle Grossetête ‏  | 67               |
| 64            | Victorie Guilman ‏   | 41               |
| 65            | Évita Muzic ‏ (طريق) | لم يكمل السباق-6 |
| 66            | جادي فيل            | 36               |

| باركهوتل فالكنبورغ ‏ PHV | باركهوتل فالكنبورغ ‏ PHV | باركهوتل فالكنبورغ ‏ PHV |
| ----------------------- | ----------------------- | ----------------------- |
| م                       | عداء                    | مرتبة                   |
| 71                      | Mischa Bredewold ‏       | 24                      |
| 72                      | Femke Gerritse ‏         | 51                      |
| 73                      | Pien Limpens ‏           | 32                      |
| 74                      | فيمكا ماركوس            | لم يكمل السباق-4        |
| 75                      | Amber van der Hulst ‏    | 38                      |
| 76                      | كيرستي فان هافتن        | 69                      |

| كامز-تيفوسي ‏ CAT | كامز-تيفوسي ‏ CAT  | كامز-تيفوسي ‏ CAT |
| ---------------- | ----------------- | ---------------- |
| م                | عداء              | مرتبة            |
| 81               | Hayley Simmonds ‏  | 21               |
| 82               | USA               | 66               |
| 83               | Jessica Finney ‏   | 71               |
| 84               | Natalie Grinczer ‏ | 31               |
| 85               | Katie Scott‏       | 70               |
| 86               | Becky Storrie ‏    | 54               |

| ليف ريسينغ ‏ LIV | ليف ريسينغ ‏ LIV  | ليف ريسينغ ‏ LIV  |
| --------------- | ---------------- | ---------------- |
| م               | عداء             | مرتبة            |
| 92              | صوفيا بيرتيزولو  | 28               |
| 93              | أليسون جاكسون    | لم يكمل السباق-2 |
| 94              | Jeanne Korevaar ‏ | لم يكمل السباق-2 |
| 95              | Evy Kuijpers ‏    | لم يكمل السباق-2 |
| 96              | ثريا بالادين     | 30               |

| EF Education–Tibco–SVB ‏ TIB | EF Education–Tibco–SVB ‏ TIB | EF Education–Tibco–SVB ‏ TIB |
| --------------------------- | --------------------------- | --------------------------- |
| م                           | عداء                        | مرتبة                       |
| 101                         | لورين ستيفنز (طريق)         | 20                          |
| 102                         | Tanja Erath ‏                | لم يكمل السباق-1            |
| 103                         | Veronica Ewers ‏             | 34                          |
| 104                         | Nicole Frain ‏               | 46                          |
| 105                         | نينا كيسلر                  | 35                          |
| 106                         | Abi Smith ‏                  | 16                          |

| دروبز ‏ DRP | دروبز ‏ DRP               | دروبز ‏ DRP |
| ---------- | ------------------------ | ---------- |
| م          | عداء                     | مرتبة      |
| 111        | Joss Lowden ‏             | 10         |
| 112        | آنا كريستيان ‏            | 50         |
| 113        | Dani Christmas ‏          | 61         |
| 114        | April Tacey ‏             | 47         |
| 115        | Alice Towers ‏            | 65         |
| 116        | Marjolein van 't Geloof ‏ | 55         |

| موفيستار للسيدات ‏ MOV | موفيستار للسيدات ‏ MOV         | موفيستار للسيدات ‏ MOV |
| --------------------- | ----------------------------- | --------------------- |
| م                     | عداء                          | مرتبة                 |
| 121                   | شيلا جوتيريز                  | 12                    |
| 122                   | أود بيانيك                    | 5                     |
| 123                   | أليسيا غونزاليس بلانكو        | 59                    |
| 124                   | Jelena Erić (cyclist) ‏ (طريق) | 37                    |
| 125                   | Lourdes Oyarbide ‏             | 22                    |
| 126                   | غلوريا رودريغيز               | 63                    |

| فالكار سيلانس ‏ VAL | فالكار سيلانس ‏ VAL   | فالكار سيلانس ‏ VAL |
| ------------------ | -------------------- | ------------------ |
| م                  | عداء                 | مرتبة              |
| 131                | إليسا بالسامو (طريق) | 17                 |
| 132                | كيارا كونسوني        | 26                 |
| 133                | Ilaria Sanguineti ‏   | 42                 |
| 134                | إيلينا بيروني        | 56                 |
| 136                | Margaux Vigié ‏       | 53                 |

| Liv AlUla Jayco ‏ BEX | Liv AlUla Jayco ‏ BEX | Liv AlUla Jayco ‏ BEX |
| -------------------- | -------------------- | -------------------- |
| م                    | عداء                 | مرتبة                |
| 141                  | سارة روي (طريق)      | 15                   |
| 142                  | Teniel Campbell ‏     | 62                   |
| 143                  | جيسيكا ألين          | 72                   |
| 144                  | يانيكي إنسينغ        | 43                   |
| 145                  | أني سانستيبان        | 29                   |
| 146                  | لوسي كينيدي          | لم يكمل السباق-2     |

| فريق سنويب للسيدات ‏ DSM | فريق سنويب للسيدات ‏ DSM | فريق سنويب للسيدات ‏ DSM |
| ----------------------- | ----------------------- | ----------------------- |
| م                       | عداء                    | مرتبة                   |
| 151                     | لورينا ويبيس            | 49                      |
| 152                     | فايفر جورجي             | 8                       |
| 153                     | Megan Jastrab ‏          | لم يكمل السباق-4        |
| 154                     | ليا كيرشمان             | 6                       |
| 155                     | جولييت لابوس            | 2                       |
| 156                     | ليان ليبرت              | 40                      |

## التصنيف العام النهائي
| التصنيف العام         | التصنيف العام  | التصنيف العام   | التصنيف العام                      | التصنيف العام      |
| العداء                | العداء         | البلد           | الفريق                             | الوقت              |
| --------------------- | -------------- | --------------- | ---------------------------------- | ------------------ |
| 1                     | ديمي فوليرينغ  | هولندا          | SD Worx                            | 15 س 54 دقيقة 38 ث |
| 2                     | جولييت لابوس   | فرنسا           | Team DSM                           | + 1 دقيقة 02 ث     |
| 3                     | Clara Copponi ‏ | فرنسا           | FDJ-Nouvelle Aquitaine-Futuroscope | + 1 دقيقة 05 ث     |
| 4                     | ايمي بيترز     | هولندا          | SD Worx                            | + 1 دقيقة 07 ث     |
| 5                     | أود بيانيك     | فرنسا           | Movistar Team                      | + 1 دقيقة 26 ث     |
| 6                     | ليا كيرشمان    | كندا            | Team DSM                           | + 1 دقيقة 39 ث     |
| 7                     | أليس بارنز     | المملكة المتحدة | Canyon-SRAM Racing                 | + 1 دقيقة 41 ث     |
| 8                     | فايفر جورجي    | المملكة المتحدة | Team DSM                           | + 1 دقيقة 46 ث     |
| 9                     | Blanka Vas ‏    | المجر           | SD Worx                            | + 1 دقيقة 47 ث     |
| 10                    | Joss Lowden ‏   | المملكة المتحدة | Drops-Le Col                       | + 1 دقيقة 47 ث     |
| مصدر: ProCyclingStats |                |                 |                                    |                    |

### تصنيف النقاط
| تصنيف النقاط          | تصنيف النقاط             | تصنيف النقاط | تصنيف النقاط                       | تصنيف النقاط |
| العداء                | العداء                   | البلد        | الفريق                             | النقاط       |
| --------------------- | ------------------------ | ------------ | ---------------------------------- | ------------ |
| 1                     | لورينا ويبيس             | هولندا       | Team DSM                           | 42 نقطة      |
| 2                     | كلو هوسكينغ              | أستراليا     | Trek-Segafredo                     | 37 نقطة      |
| 3                     | شيلا جوتيريز             | إسبانيا      | Movistar Team                      | 33 نقطة      |
| 4                     | Clara Copponi ‏           | فرنسا        | FDJ-Nouvelle Aquitaine-Futuroscope | 32 نقطة      |
| 5                     | إليسا بالسامو            | إيطاليا      | Valcar Travel & Service            | 27 نقطة      |
| 6                     | مارتا باستيانيلي         | إيطاليا      | Alé BTC Ljubljana                  | 23 نقطة      |
| 7                     | ايمي بيترز               | هولندا       | SD Worx                            | 20 نقطة      |
| 8                     | Marjolein van 't Geloof ‏ | هولندا       | Drops-Le Col                       | 19 نقطة      |
| 9                     | ديمي فوليرينغ            | هولندا       | SD Worx                            | 16 نقطة      |
| 10                    | صوفيا بيرتيزولو          | إيطاليا      | Liv Racing                         | 14 نقطة      |
| مصدر: ProCyclingStats |                          |              |                                    |              |

### تصنيف الجبال
| تصنيف الجبال          | تصنيف الجبال     | تصنيف الجبال    | تصنيف الجبال            | تصنيف الجبال |
| العداء                | العداء           | البلد           | الفريق                  | النقاط       |
| --------------------- | ---------------- | --------------- | ----------------------- | ------------ |
| 1                     | Elise Chabbey ‏   | سويسرا          | Canyon-SRAM Racing      | 20 نقطة      |
| 2                     | أني سانستيبان    | إسبانيا         | Team BikeExchange       | 14 نقطة      |
| 3                     | ديمي فوليرينغ    | هولندا          | SD Worx                 | 11 نقطة      |
| 4                     | يانيكي إنسينغ    | هولندا          | Team BikeExchange       | 6 نقطة       |
| 5                     | Hayley Simmonds ‏ | المملكة المتحدة | Cams Basso              | 6 نقطة       |
| 6                     | ليان ليبرت       | ألمانيا         | Team DSM                | 6 نقطة       |
| 7                     | كيارا كونسوني    | إيطاليا         | Valcar Travel & Service | 3 نقطة       |
| 8                     | إيلا هاريس       | نيوزيلندا       | Canyon-SRAM Racing      | 3 نقطة       |
| 9                     | Alice Towers ‏    | المملكة المتحدة | Drops-Le Col            | 3 نقطة       |
| 10                    | إليسا بالسامو    | إيطاليا         | Valcar Travel & Service | 3 نقطة       |
| مصدر: ProCyclingStats |                  |                 |                         |              |

## تصنيف الفرق

### الفرق حسب الوقت
| تصنيف الفرق حسب الوقت | تصنيف الفرق حسب الوقت              | تصنيف الفرق حسب الوقت | تصنيف الفرق حسب الوقت |
| الفريق                | الفريق                             | البلد                 | الوقت                 |
| --------------------- | ---------------------------------- | --------------------- | --------------------- |
| 1                     | SD Worx                            | هولندا                | 47 س 46 دقيقة 56 ث    |
| 2                     | Team DSM                           | ألمانيا               | + 1 دقيقة 24 ث        |
| 3                     | Movistar Team                      | إسبانيا               | + 3 دقيقة 17 ث        |
| 4                     | Tibco-Silicon Valley Bank          | الولايات المتحدة      | + 3 دقيقة 56 ث        |
| 5                     | Canyon-SRAM Racing                 | ألمانيا               | + 5 دقيقة 03 ث        |
| 6                     | Alé BTC Ljubljana                  | إيطاليا               | + 5 دقيقة 14 ث        |
| 7                     | FDJ-Nouvelle Aquitaine-Futuroscope | فرنسا                 | + 6 دقيقة 15 ث        |
| 8                     | Team BikeExchange                  | أستراليا              | + 7 دقيقة 02 ث        |
| 9                     | Valcar Travel & Service            | إيطاليا               | + 7 دقيقة 07 ث        |
| 10                    | Parkhotel Valkenburg               | هولندا                | + 8 دقيقة 27 ث        |
| مصدر: ProCyclingStats |                                    |                       |                       |

## تصانيف فرعية

### تصنيف أفضل عداء
| تصنيف أفضل عداء       | تصنيف أفضل عداء  | تصنيف أفضل عداء | تصنيف أفضل عداء                    | تصنيف أفضل عداء |
| العداء                | العداء           | البلد           | الفريق                             | النقاط          |
| --------------------- | ---------------- | --------------- | ---------------------------------- | --------------- |
| 1                     | نينا كيسلر       | هولندا          | Tibco-Silicon Valley Bank          | 15 نقطة         |
| 2                     | لورينا ويبيس     | هولندا          | Team DSM                           | 7 نقطة          |
| 3                     | Hayley Simmonds ‏ | المملكة المتحدة | Cams Basso                         | 6 نقطة          |
| 4                     | صوفيا بيرتيزولو  | إيطاليا         | Liv Racing                         | 6 نقطة          |
| 5                     | سارة روي         | أستراليا        | Team BikeExchange                  | 6 نقطة          |
| 6                     | ايمي بيترز       | هولندا          | SD Worx                            | 5 نقطة          |
| 7                     | Clara Copponi ‏   | فرنسا           | FDJ-Nouvelle Aquitaine-Futuroscope | 4 نقطة          |
| 8                     | يوجينة بوجاك     | سلوفينيا        | Alé BTC Ljubljana                  | 3 نقطة          |
| 9                     | يانيكي إنسينغ    | هولندا          | Team BikeExchange                  | 3 نقطة          |
| 10                    | ليا كيرشمان      | كندا            | Team DSM                           | 2 نقطة          |
| مصدر: ProCyclingStats |                  |                 |                                    |                 |

## وصلات خارجية
- الموقع الرسمي
- لمحة عن سباق طواف السيدات 2021 على موقع  ProCyclingStats   (برو  سايكلنج  ستاتس) - إحصاءات  محترفي  الدراجات.
- طواف السيدات 2021 على موقع إحصائيات الدراجات الإحترافية (الإنجليزية)